# Antarès (goélette)
Pour les articles homonymes, voir Antarès (homonymie).
L'Antarès est une ancienne goélette de pêche à deux mâts reconvertie en voilier-charter.

Elle est labellisée Bateau d'Intérêt Patrimonial depuis 2012 par la Fondation du patrimoine maritime et fluvial.

Son immatriculation est : E 56355 F, (quartier maritime de Toulon).

## Histoire
La construction de l'Antarès a débuté avant la Seconde Guerre mondiale en Allemagne. Durant celle-ci, le bateau a été mis à l’abri sur l’Elbe et a été achevé en 1946. C'était, à l'origine, un bateau de pêche robuste sans gréement. L'Antarès a été, à la fin de la guerre, réquisitionnée comme prise de guerre par les Pays-Bas. Il a battu pavillon néerlandais de 1946 à 1960 comme bateau de pêche. 

En 1990, il subit une restauration complète pour être reconverti en bateau de plaisance, avec un gréement de goélette à deux mâts. 
Après plusieurs changements de propriétaires, il est désormais armé par Ciel & Mer qui le propose en voilier-charter au départ du port de L'Estaque à Marseille. Il peut embarquer jusqu'à 18 personnes à la journée. Il est doté de 3 cabines pour 6 passagers en croisière.